# Херла
Херла (рум. Herla) — село у повіті Сучава в Румунії. Входить до складу комуни Слатіна.
Село розташоване на відстані 334 км на північ від Бухареста, 29 км на південний захід від Сучави, 123 км на захід від Ясс.

## Населення
За даними перепису населення 2002 року у селі проживали 1338 осіб, усі — румуни. Усі жителі села рідною мовою назвали румунську.